# Slatina (okres Kladno)
Slatina (Duits: Schletein) is een Tsjechische gemeente in de regio Midden-Bohemen en maakt deel uit van het district Kladno. Het dorp ligt op 13 km afstand van de stad Kladno.
Slatina telt 642 inwoners (2023).

## Geschiedenis
De eerste schriftelijke vermelding van het dorp dateert van 1318. Er zijn historische archeologische vondsten gedaan op het grondgebied van Slatina, zoals graven uit het Romeinse Rijk, scherven van vaten, bronzen sluitingen, zilveren en gouden sieraden, glazen kralen, fijn bewerkte sieraden, wierook en overblijfselen van ijzersmelterijen.
Sinds 1960 is Slatina een zelfstandige gemeente binnen het district Kladno.

## Voorzieningen
Er is een school in het dorp.

## Verkeer en vervoer

### Autowegen
Er leiden verschillende regionale wegen naar het dorp.

### Spoorlijnen
Er is geen spoorlijn of station in Slatina. Het dichtstbijzijnde station is Olovnice, op 2 km afstand. Dat station ligt aan spoorlijn 110 Kralupy nad Vltavou - Slaný - Louny.

### Buslijnen
Er zijn enkele bushaltes in het dorp die verbindingen bieden met onder andere Kladno en Pchery.

## Bezienswaardigheden
- Sint-Vojtěchkerk, een van oorsprong gotische kerk van rond 1352, maar herbouwd in barokstijl in 1717;
- Klokkentoren naast de kerk - een prismatische klokkentoren, verdeeld door lisenen, met drie klokken van de Praagse klokkenmaker František Antonín Frank, waarvan twee werden gerestaureerd tijdens de Eerste Wereldoorlog;
- Standbeeld van Sint Catharina uit de tweede helft van de 18e eeuw;
- Monument voor de slachtoffers van de Eerste Wereldoorlog.

## Galerĳ

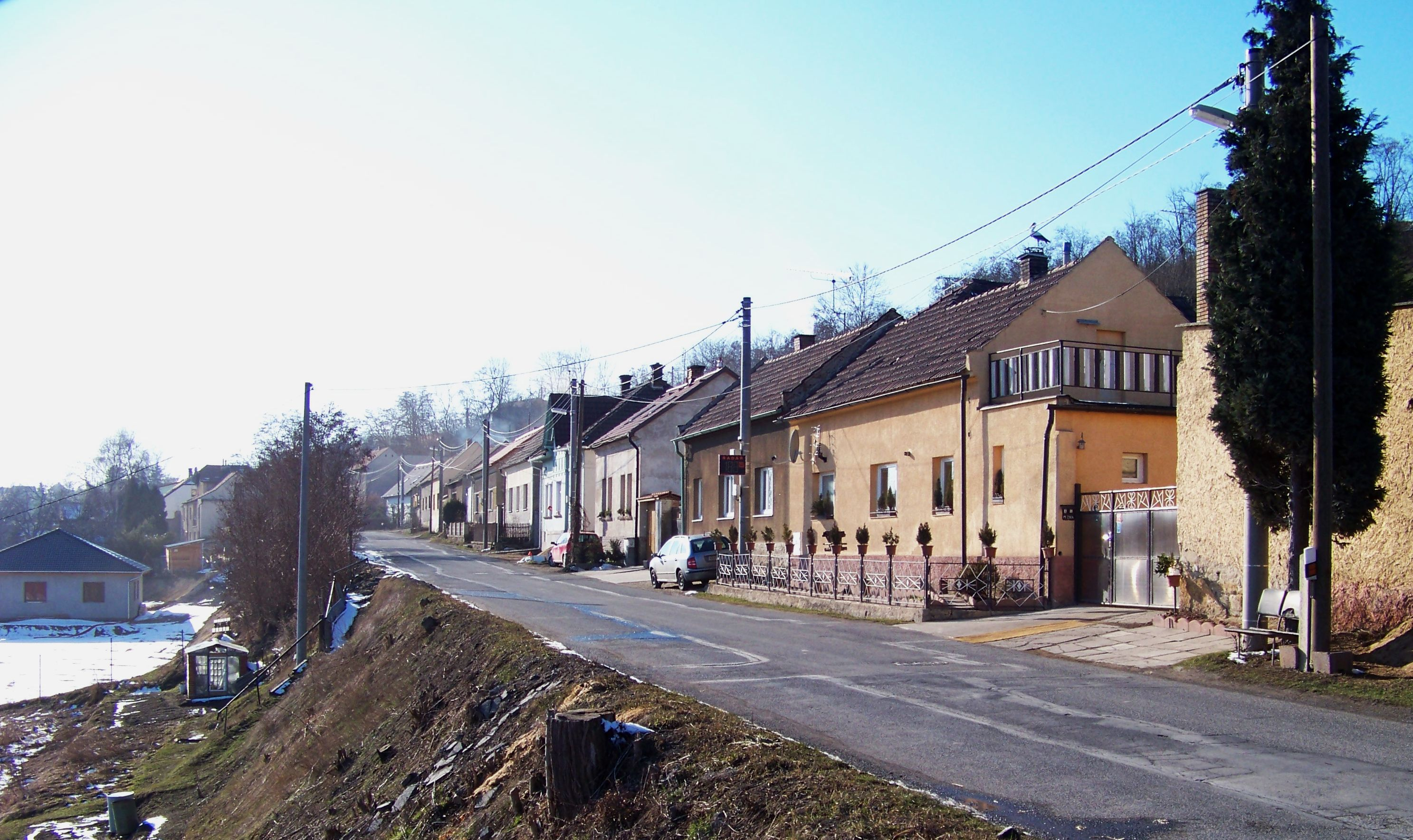
Heuvelachtige weg in Slatina
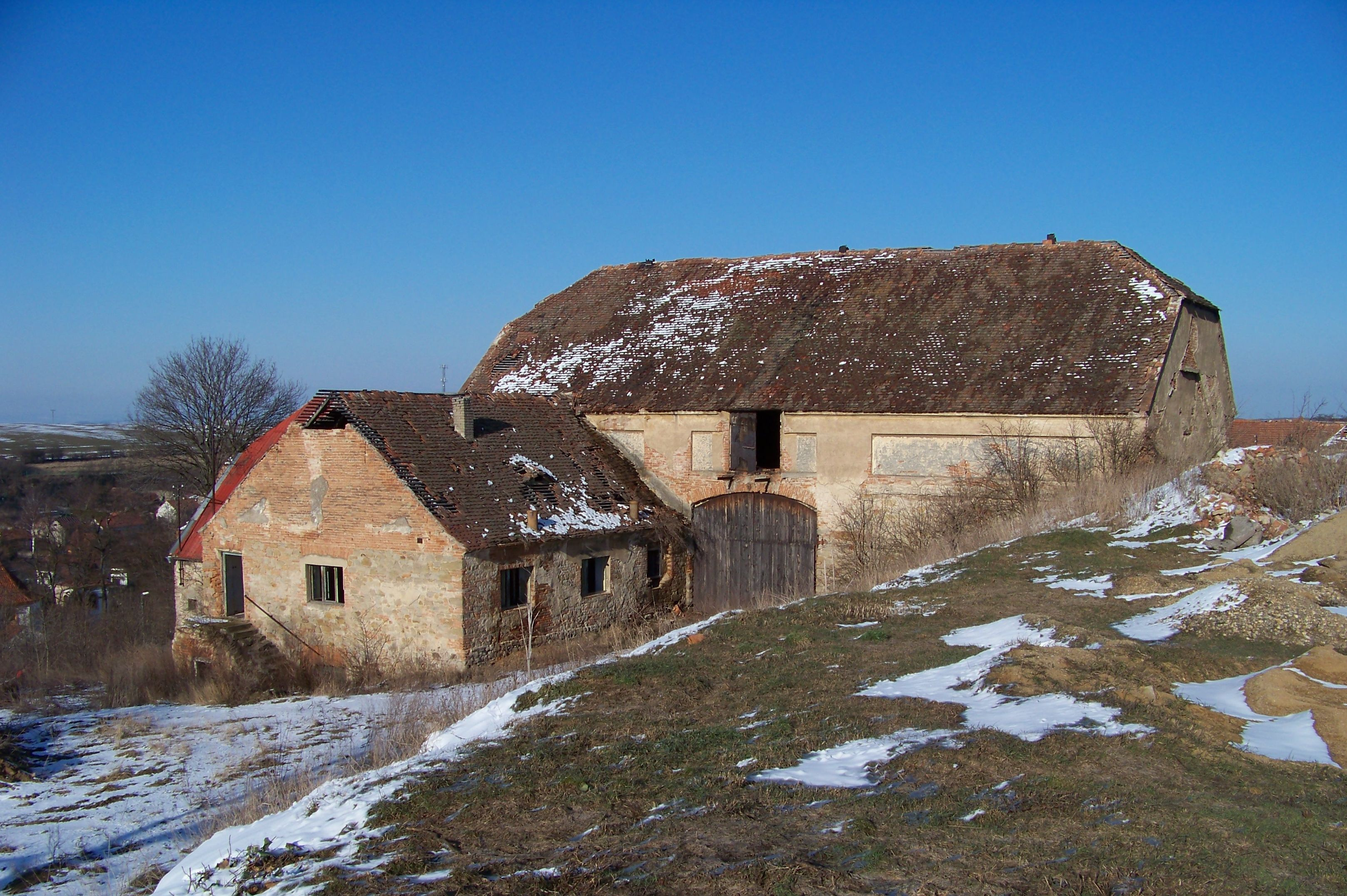
Boerderij in het dorp
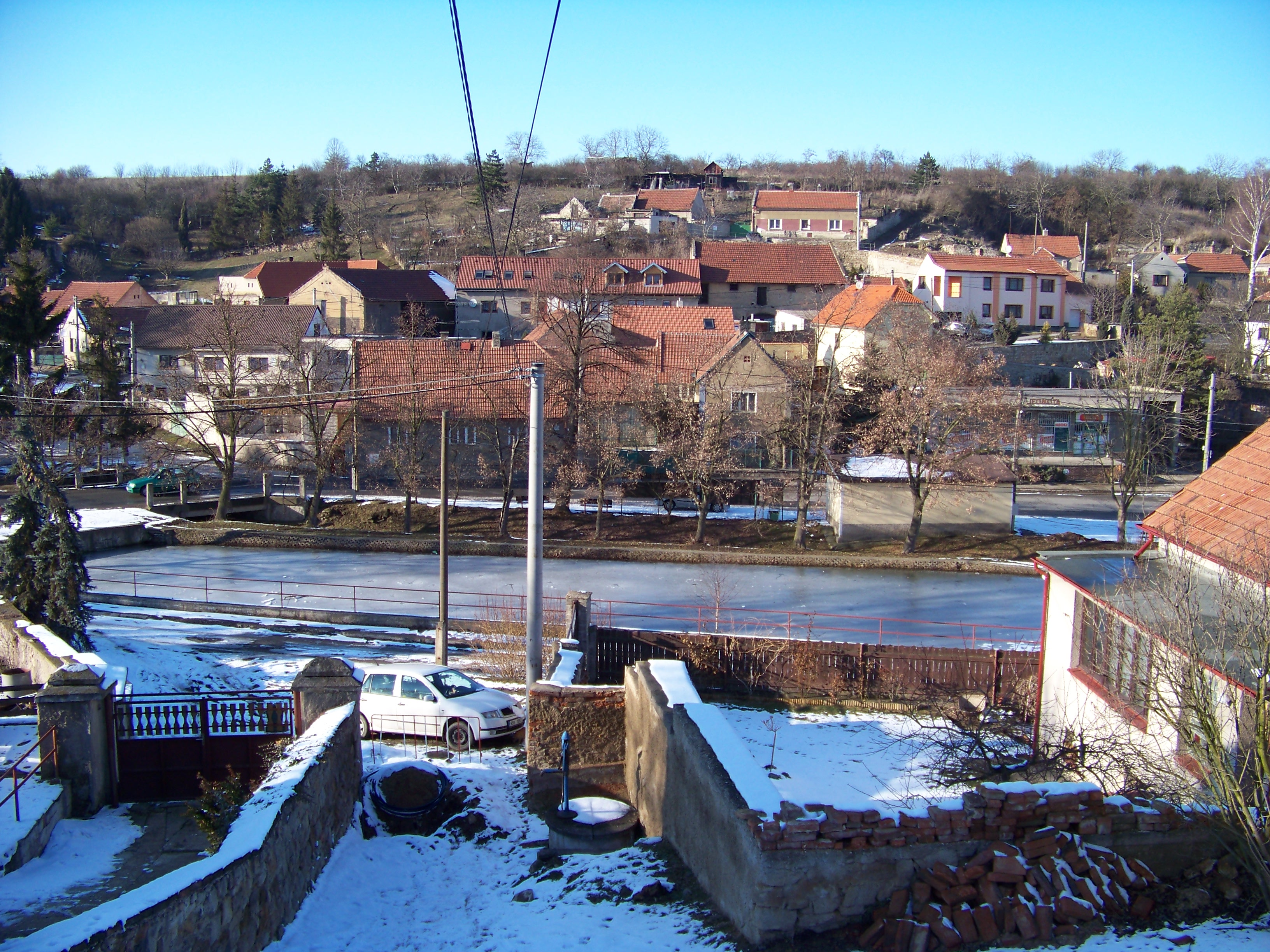
Dorpsvijver
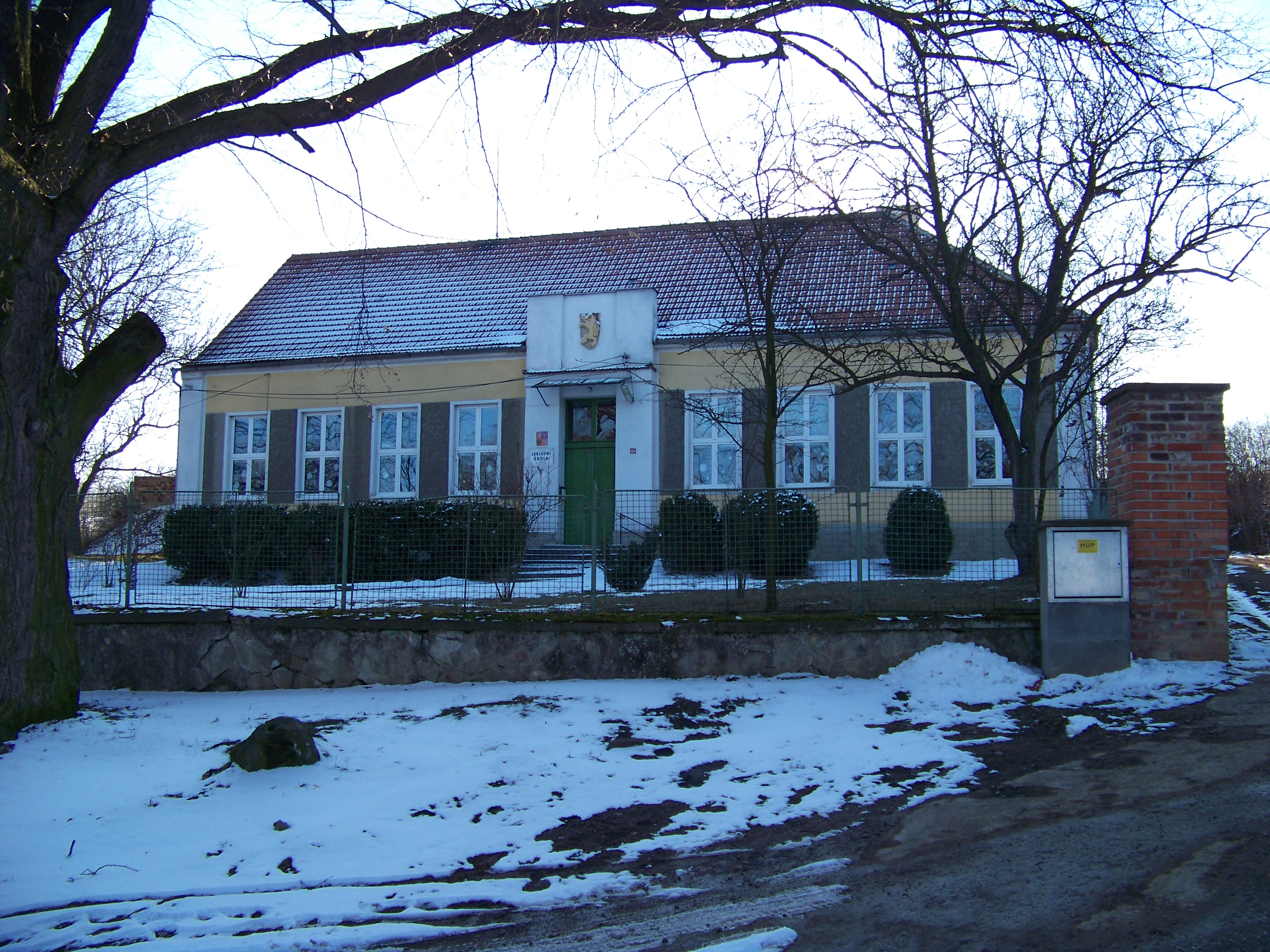
Dorpsschool
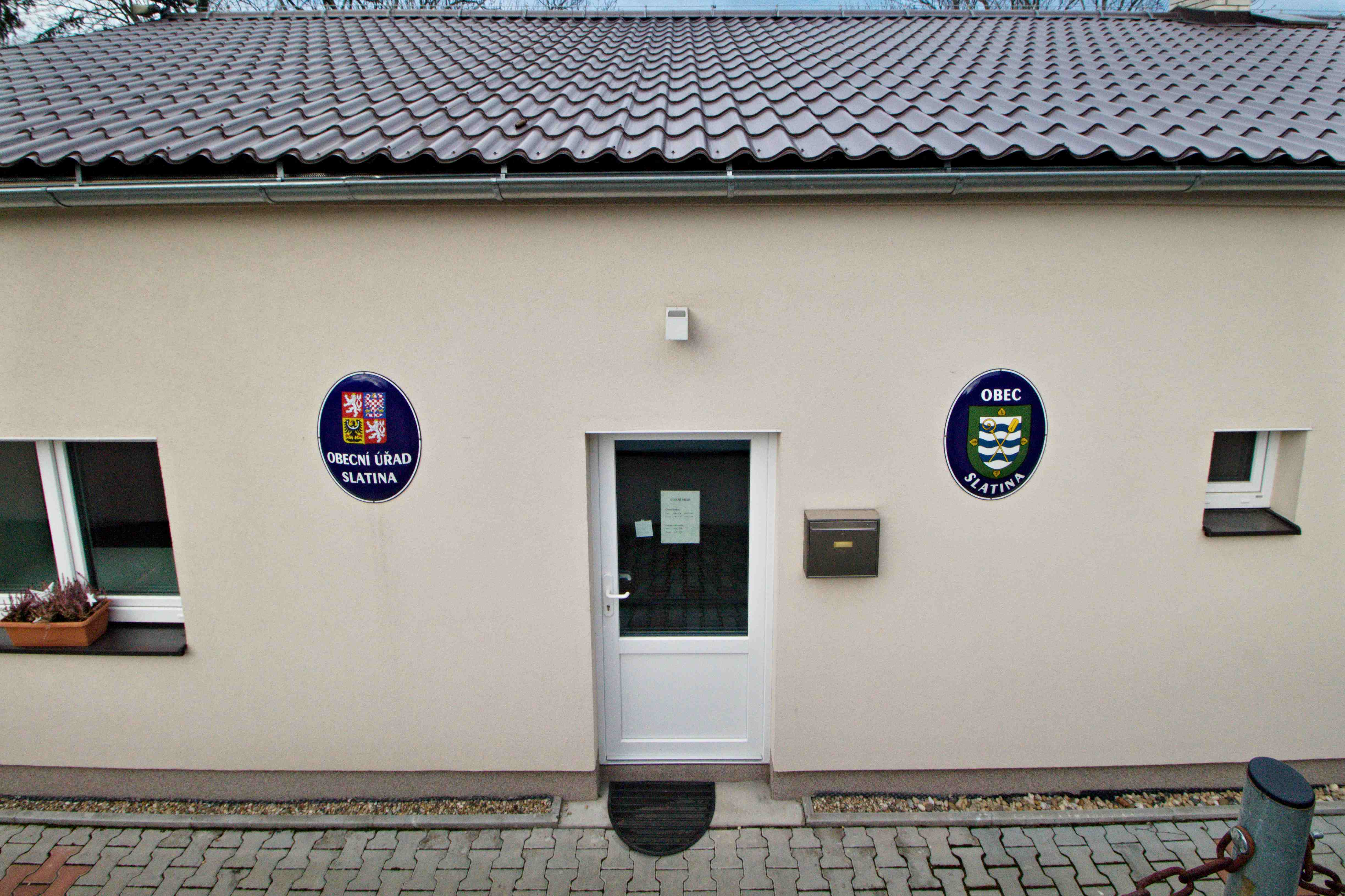
Gemeentehuis
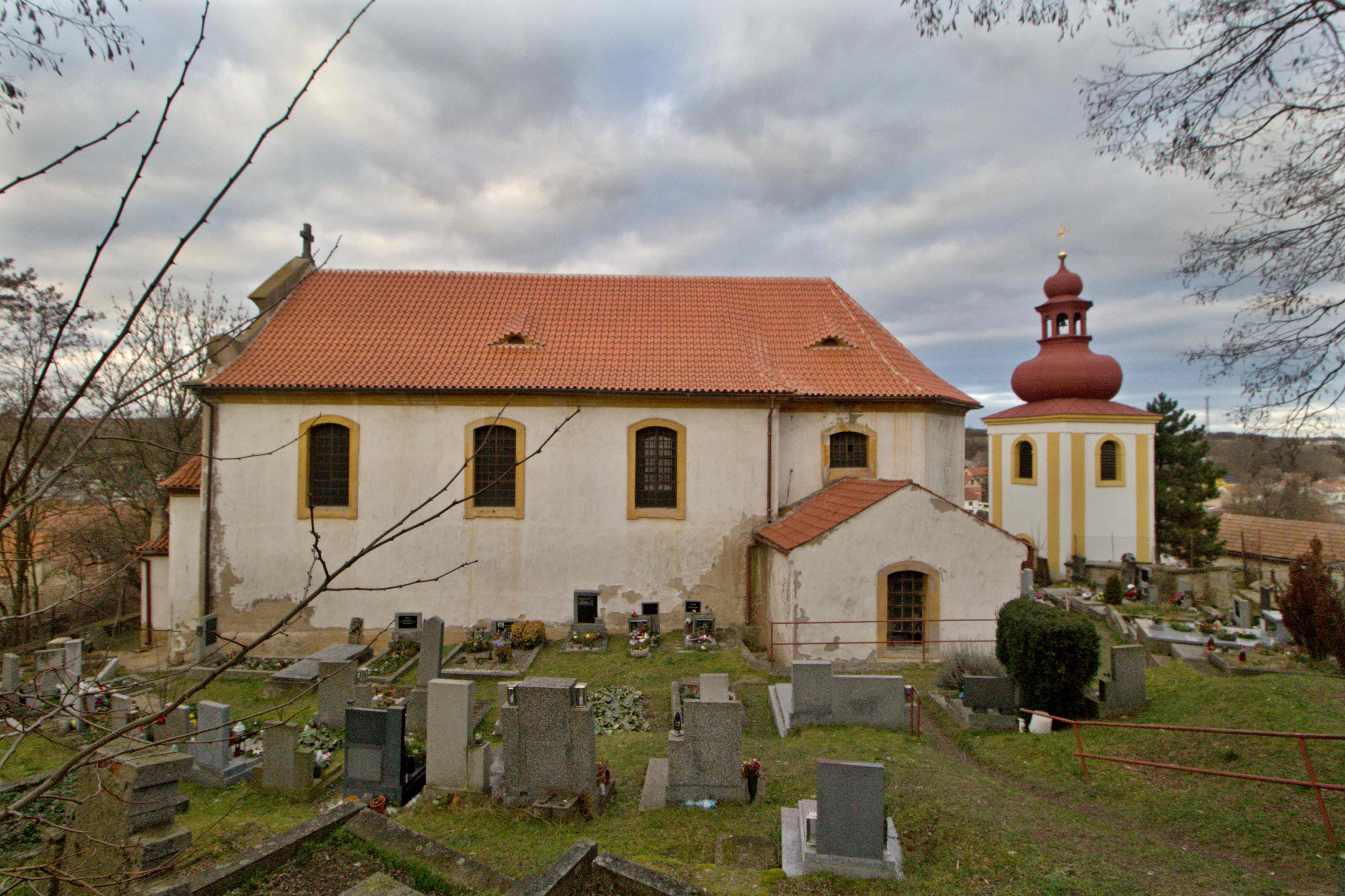
Sint-Vojtěchkerk
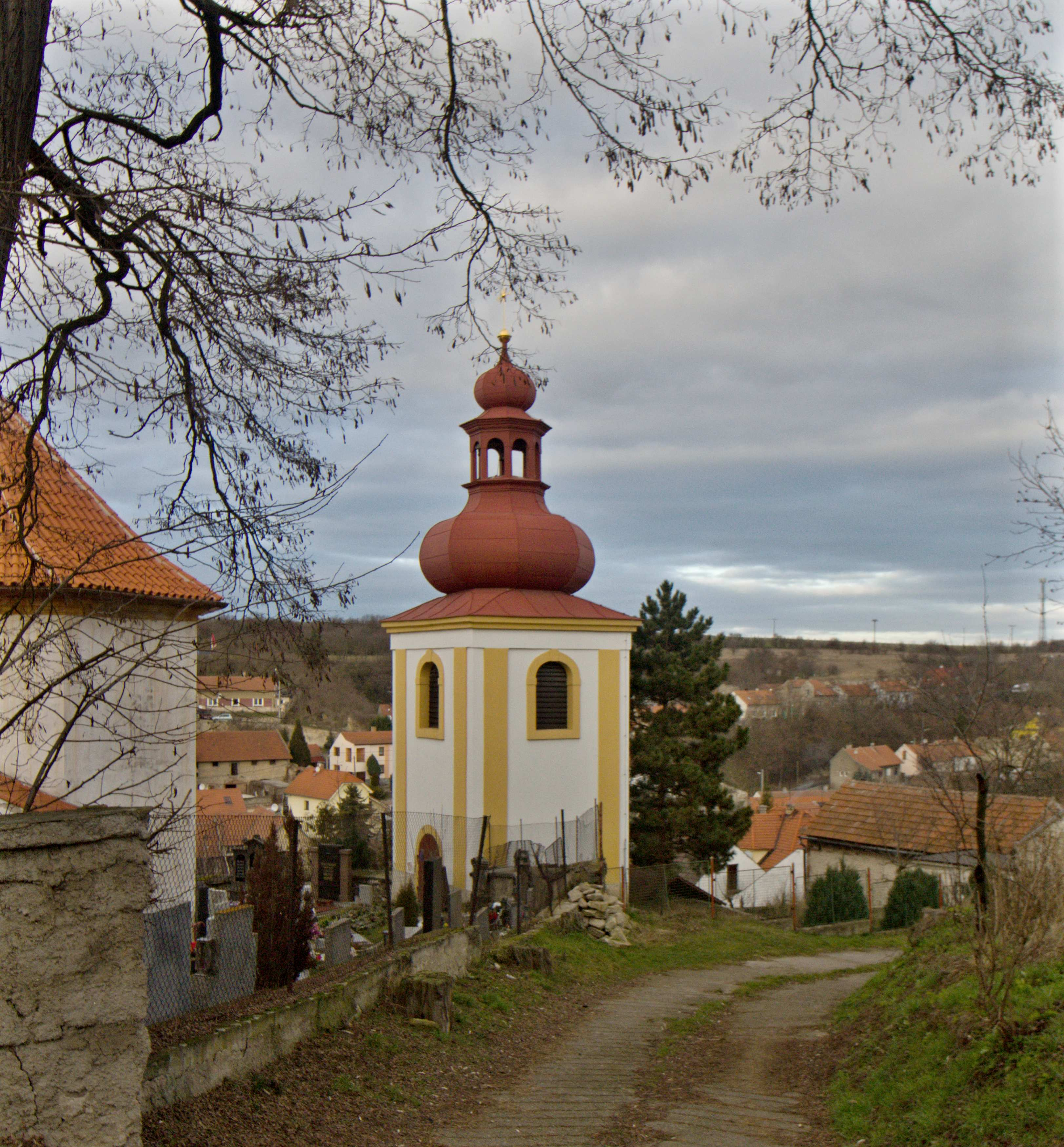
Klokkentoren naast de kerk
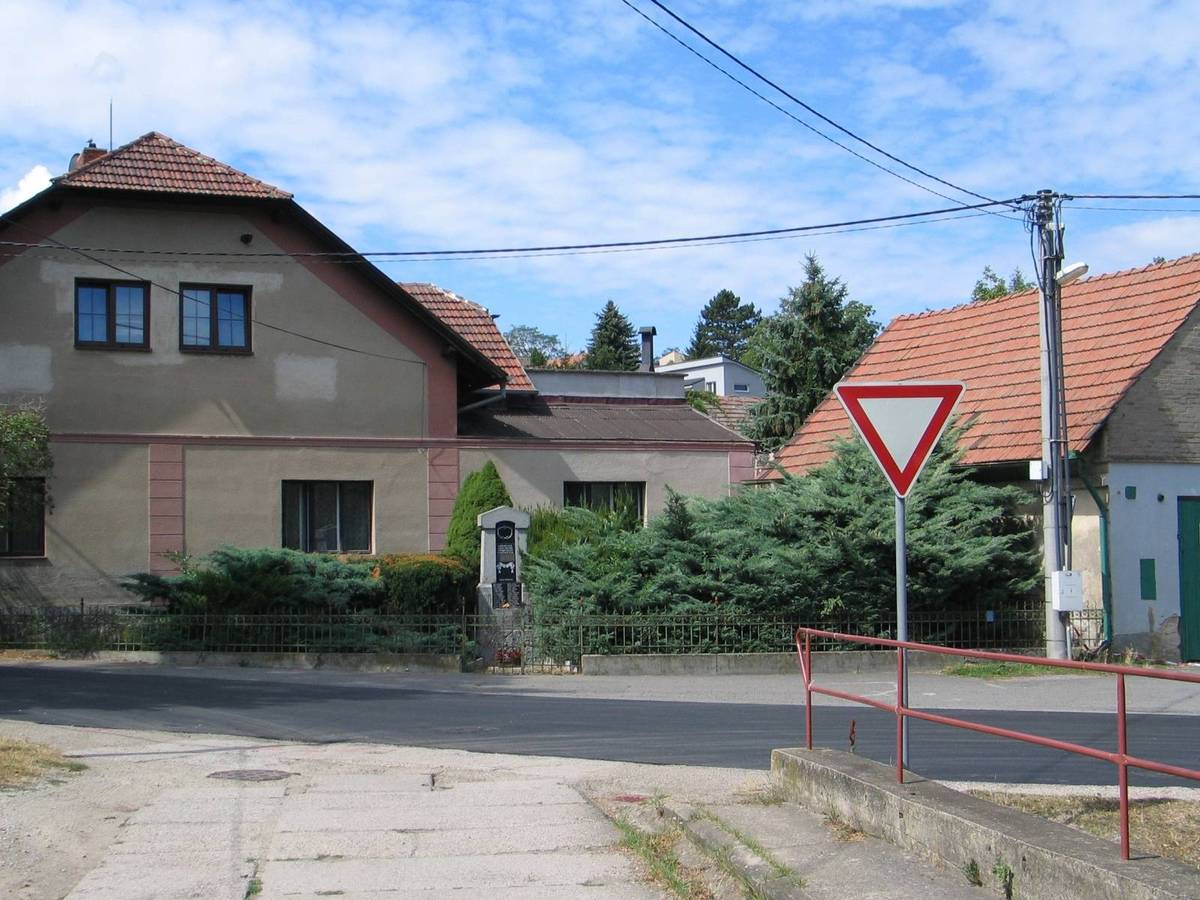
Oorlogsmonument (op midden van foto)